# TV Ceará (1960–1980)
TV Ceará foi uma emissora de televisão brasileira sediada em Fortaleza, capital do estado do Ceará. Operava no canal 2 VHF e era uma emissora própria da Rede Tupi. Inaugurada em 1960, a emissora representou o início da produção televisiva no estado, lançando nomes atualmente conhecidos pelo público cearense. Pertencia aos Diários Associados, na época liderados por Assis Chateaubriand, que já atuavam no estado, uma vez que mantinham o jornal Correio do Ceará e a Ceará Rádio Clube.

## História
No dia 23 de maio de 1959, era lançada a pedra fundamental do prédio da futura TV Ceará, na Avenida Antônio Sales, no bairro Estância Castelo (atual Dionísio Torres). Em 1960, foi descarregado, no porto do Mucuripe, o material componente da torre da futura TV Ceará. Segundo uma notícia divulgada pelo Correio do Ceará (na época, pertencente aos Diários Associados, que estavam instalando a nova emissora), o material era de origem britânica e pesava 30 toneladas, na qual seria instalada sobre uma base de 90 metros de altura, além da fixação de uma antena de 18 metros.
Instalada na Estância Castelo (atual bairro Dionísio Torres) onde hoje fica a holding do Grupo Edson Queiroz na avenida Antônio Sales, contou com diversos nomes como Emiliano Queiroz, Renato “Didi” Aragão, Ayla Maria, Augusto Borges, Paulo Limaverde, B. de Paiva, João Ramos, Wilson Machado, Guilherme Neto, Ary Sherlock, Hiramisa Serra, Karla Peixoto, Assis Santos e muitos outros. Também contava com teatro de romance, videorama, contador de histórias e aos domingos, um show musical e mais os programas TV de mistério e TV de comédia, tudo isso nos moldes das TV's Tupi de SP e RJ.
No fim da década de 1960, com a chegada da Companhia de Telecomunicações do Ceará (CITELC) ao Cariri cearense, no sul do estado, as cidades da região passaram a receber o sinal da TV Ceará através de estações repetidoras.
Em 17 de julho de 1980, alegando as más condições administrativas enfrentadas pelas geradoras da Rede Tupi de São Paulo e do Rio de Janeiro, que se arrastaram ao longo da década de 1970, o presidente da República João Figueiredo declarou não renováveis sete concessões outorgadas aos Diários Associados que formavam a rede, inclusive a da TV Ceará.
No dia 18, numa missa celebrada num altar simples enfeitado por uma cruz branca de isopor, o bispo auxiliar de Fortaleza Dom Raimundo de Castro e Silva pediu por orações a Nossa Senhora da Assunção para que Figueiredo repensasse a medida. Afirmou também: "A Arquidiocese [de Fortaleza] muito deve ao canal 2 e aos seus integrantes. É aqui que há muitos anos é rezada a missa dominical para os doentes". A emissora realizou uma vigília apresentada por Augusto Borges, que leu mensagens de pessoas apelando ao presidente pela revogação da cassação. Um dos últimos a falar na transmissão foi o cantor Raimundo Fagner, que iniciou sua carreira em programas de auditório da emissora, nos anos 1970. Numa fala de oito minutos, afirmou que a medida fazia "parte de um complô contra a criatividade brasileira", citou outros artistas que começaram por lá e manifestou o desejo de que a emissora retornasse "brevemente". Ao fim ele e Borges se abraçaram e choraram.
Uma equipe da delegacia regional do Departamento Nacional de Telecomunicações (DENTEL), que recebeu via Telex a ordem de cessão do sinal por volta das 8h30, chegou às 11h19 ao prédio da TV Ceará e começou a lacrar seus transmissores. Borges, interrompendo a leitura de mensagens, proferiu "afinal chegou o momento", e em seguida a emissora foi retirada do ar.
Depois da cassação, as concessões da TV Tupi foram divididas entre os empresários Adolfo Bloch e Silvio Santos, onde fundaram, respectivamente, a TV Manchete e o SBT, sendo a TV Ceará canal 2 cedida a Adolfo Bloch, vindo a ser TV Manchete Fortaleza até 1999, quando a mesma foi extinta junto com a rede e deu lugar a RedeTV! Fortaleza.
Em 1993 a TV Educativa, administrada pelo governo do Ceará, sob a gestão de Ciro Gomes, teve seu nome modificado para TV Ceará em homenagem à antiga emissora.